# Реден, Фридрих Вильгельм фон (1802)
Барон Фридрих Вильгельм Отто Людвиг фон Реден (более известен под псевдонимом Фридрих Вимюнд; 11 февраля 1802, Вендлингсхаузен, Липпе-Детмольд — 12 декабря 1857, Вена) — немецкий политик, крупный учёный в области статистики, финансов и управления.

## Биография
Был сыном ганноверского оберстлейтенанта Клауса фон Редена. Среднее образование получил в школах Лемго и Детмольда, затем изучал право и камерализм в Геттингенском университете, где в 1823 году получил степень доктора права. С 1824 года находился на ганноверской государственной службе. С 1831 года работал в Министерстве торговли, в 1832 году избрался в ганноверский парламент. В 1834 году стал одним из основателей Ганноверской торговой ассоциации, к 1840 году возглавив её. В 1837 году ушёл с ганноверской государственной службы в знак протеста против отмены конституции в этом государстве и некоторое время путешествовал по Европе, перейдя затем в прусское подданство. С 1841 по 1843 год был директором железнодорожной линии между Берлином и Штеттином. В 1843 году стал советником по промышленным и коммерческим вопросам при Министерстве иностранных дел Пруссии. В 1844 году участвовал в организации Общегерманской промышленной выставки в Берлине. В 1846 году основал Ассоциацию статистики немецкоязычных государств. В 1848 году — после революционных событий — был избран во Франкфуртский парламент и возглавил в нём комитет по экономике. После начала контрреволюции вернулся сначала на прусскую гражданскую службу, а в 1854 году уехал в Вену, где прожил до конца жизни и занимался написанием научных работ. В 1857 году — за несколько месяцев до своей смерти — организовал первый международный конгресс по финансовой статистике.
Написал большое количество научных трудов. Главными его работами считаются фундаментальное сочинение «Железные дороги Германии» (Берлин, 1843—1847, 11 томов) и «Общее сравнение финансовой статистики» (Дармштадт, 1851—1856, 2 тома).